# Elvis Stojko

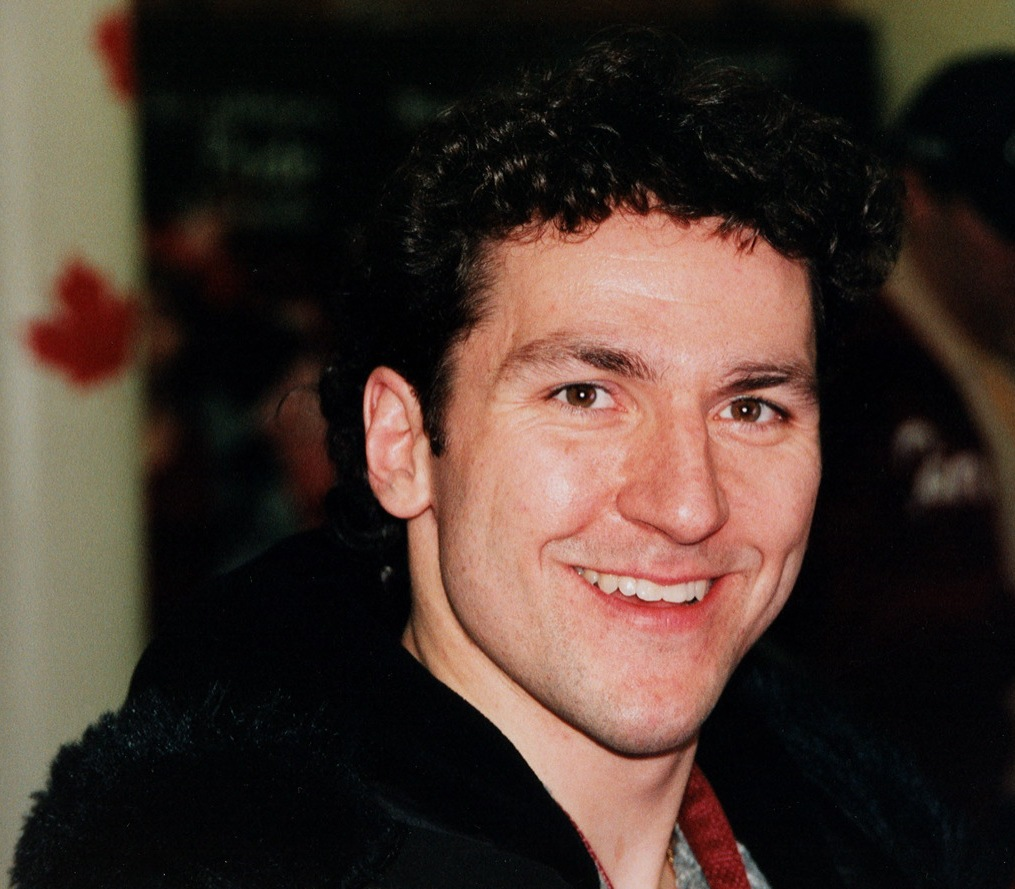
Elvis Stojko in 2002

Elvis Stojko (Newmarket, provincie Ontario, 22 maart 1972) is een voormalige Canadese kunstschaatser.
Vanaf 1990 nam Elvis Stojko als solist deel aan internationale kunstrijdwedstrijden.
Stojko werd zeven keer kampioen van Canada en vier keer tweede op het nationaalkampioenschap. Aan het Wereldkampioenschap kunstschaatsen nam hij elf keer deel en werd drie keer wereldkampioen. Op het eerste Viercontinentenkampioenschap in 1999 werd hij derde en in 2000 kampioen. Hij nam vier keer deel aan de Olympische Spelen en behaalde hier twee keer de zilveren medaille.

## Belangrijke resultaten
| Kampioenschap                | 1990   | 1991   | 1992   | 1993   | 1994   | 1995 | 1996 | 1997 | 1998   | 1999  | 2000   | 2001 | 2002 |
| ---------------------------- | ------ | ------ | ------ | ------ | ------ | ---- | ---- | ---- | ------ | ----- | ------ | ---- | ---- |
| Olympische Spelen            |        |        | 7e     |        | Zilver |      |      |      | Zilver |       |        |      | 8e   |
| Wereldkampioenschap          | 9e     | 6e     | Brons  | Zilver | Goud   | Goud | 4e   | Goud |        | 4e    | Zilver | 10e  |      |
| Viercontinentenkampioenschap |        |        |        |        |        |      |      |      |        | Brons | Goud   |      |      |
| Nationaal kampioenschap      | Zilver | Zilver | Zilver | Zilver | Goud   |      | Goud | Goud | Goud   | Goud  | Goud   |      | Goud |

- International Standard Name Identifier: 0000 0000 3577 7419
- Library of Congress Control Number: n96055556
- Virtual International Authority File: 41107430
- WorldCat: E39PBJr3yK6QBRGGc3XprDHjYP